# 안톤 아렌스키
안톤 스테파노비치 아렌스키(러시아어: Анто́н Степа́нович Аре́нский, 1861년 7월 12일(구력 6월 30일) ~ 1906년 2월 25일(구력 2월 12일))은 러시아의 작곡가이다.

## 생애
아렌스키는 러시아 노브고로드(현재의 벨리키노브고로드)에서 부유하고 음악을 사랑하는 가정에서 태어났다. 그는 어린 시절부터 음악에 재능을 보였고 9세가 되었을 때까지 많은 노래와 피아노 작품을 작곡했다. 1879년에는 자신의 어머니, 아버지와 함께 상트페테르부르크로 이사했고 나중에 상트페테르부르크 음악원에서 니콜라이 림스키코르사코프와 함께 작곡을 배우게 된다.
1882년에 상트페테르부르크 음악원을 졸업하고 모스크바 음악원에서 교수로 재직했다. 그의 제자들 중에는 알렉산드르 스크랴빈, 세르게이 라흐마니노프, 알렉산드르 그레차니노프가 있었다. 1895년에는 밀리 발라키레프에 의해 추천되었던 자리인 제국 합창단의 지휘자로서 상트페테르부르크로 돌아왔다. 편안한 연금을 받은 그는 피아니스트, 지휘자, 그리고 작곡가로서 남은 시간을 보냈고 1901년에 은퇴하게 된다.
아렌스키는 44세의 나이에 당시 러시아 제국이 통치했던 핀란드 대공국의 페르키애르비(현재의 러시아 레닌그라드주 키릴롭스코예)의 요양원에서 결핵으로 사망했다. 그의 사생활에 대해 알려진 것이 거의 없지만 림스키코르사코프는 음주와 도박이 그의 건강을 해쳤다고 주장한다. 그의 유해는 티크빈 묘지에 묻혔다. 남극에 위치한 아렌스키 빙하는 그의 이름을 따서 지어졌다.

## 음악
표트르 일리치 차이콥스키는 아렌스키의 작곡에 가장 큰 영향을 미쳤다. 실제로 림스키코르사코프는 "그의 젊은 시절에 아렌스키는 나로부터 어떤 영향을 벗어나지 않았다; 나중에, 그 영향은 차이콥스키에게서 왔다. 그는 빠르게 잊혀질 것이다."라고 말했다. 비록 최근에 많은 수의 그의 작곡이 녹음되었지만, 그가 독특한 개인적인 양식이 결여되었다는 인식은 그의 음악에 대한 장기간의 방치에 기여했다. 특히 인기 있는 것은 현악 합주단을 위한 《차이콥스키의 주제에 따른 변주곡 Op. 35a - 아렌스키의 2현 4중주》의 느린 악장으로부터 편곡되었고 차이콥스키의 《어린이를 위한 노래 Op. 54》에 기초한다.
아렌스키는 실내악 장르에서 2개의 현악 4중주, 2개의 피아노 3중주, 그리고 피아노 5중주를 작곡한 최고의 실력을 가졌을 것이라는 평가를 받았다.